# Douglas Sequeira
Douglas Esteban Sequeira Solano (San José, 23 de agosto de 1977) es un exfutbolista y entrenador costarricense. Actualmente es asistente técnico del Managua Fútbol Club de la Primera División de Nicaragua.

## Carrera
Sequeira empezó su carrera en Costa Rica jugando para el Deportivo Saprissa en divisiones menores junto a su hermano 2 años mayor Alejandro Sequeira aunque Alejandro debutó primero con Saprissa en 1991 en primera división al contrario de Douglas que debutó con el Saprissa hasta el año 1995. También jugó un tiempo en Europa con Feyenoord de 1996-1997, Mouscron y Karlsruher, antes de regresar a Costa Rica y al Saprissa.

### Major League Soccer
Él fue cambiado por Pablo Brenes del Saprissa al Real Salt Lake y fue enviado inmediatamente al Chivas USA y estuvo un año con el equipo.

### Tromsø
En diciembre del 2006, Sequeira firmó con el equipo noruego, Tromsø. Sequeira comenzó bien en su nuevo club, anotando el gol del 1-0 en el minuto ocho en su primer partido con el club, contra Vålerenga el 9 de abril del 2007. El 30 de julio del 2009 jugó su último partido con Tromsø en el Alfheim Stadion. Para regresar con el Saprissa en Costa Rica.

### Como entrenador
Sequeira fue designado como entrenador del Deportivo Saprissa de manera interina el 17 de septiembre del 2015 luego de que su predecesor, Jeaustin Campos y su asistente José Giacone fuesen despedidos el día anterior. Junto con Sequeira, el también exjugador del conjunto morado, Víctor Cordero Flores es nombrado asistente técnico. Sequeira tuvo su debut como entrenador el 20 de septiembre del 2015 contra el conjunto de Limón FC en el Estadio Ricardo Saprissa, juego en el que Saprissa salió victorioso con un marcador de 3-0.

## Clubes

### Como jugador
| Club                  | País           | Año       |
| --------------------- | -------------- | --------- |
| Deportivo Saprissa    | Costa Rica     | 1995-1996 |
| Feyenoord de Róterdam | Países Bajos   | 1996-1997 |
| Mouscron              | Bélgica        | 1997-1999 |
| Karlsruher SC         | Alemania       | 1999-2000 |
| Municipal Liberia     | Costa Rica     | 2001      |
| Deportivo Saprissa    | Costa Rica     | 2001-2005 |
| Chivas USA            | Estados Unidos | 2005-2006 |
| Real Salt Lake        | Estados Unidos | 2006-2007 |
| Tromsø                | Noruega        | 2007-2009 |
| Deportivo Saprissa    | Costa Rica     | 2009-2013 |

### Como director técnico
| Equipo              | País       | Año         |
| ------------------- | ---------- | ----------- |
| Deportivo Saprissa  | Costa Rica | 2014-2015   |
| Generación Saprissa | Costa Rica | 2016        |
| Costa Rica Sub-15   | Costa Rica | 2017-2018   |
| Costa Rica          | Costa Rica | 2019        |
| Costa Rica Sub-23   | Costa Rica | 2019-2021   |
| A. D. San Carlos    | Costa Rica | 2021-2022   |
| Deportivo Mixco     | Guatemala  | 2022-2023   |
| Costa Rica Sub-23   | Costa Rica | 2023        |
| Puntarenas F. C.    | Costa Rica | 2023-2024   |
| Inter de San Carlos | Costa Rica | 2024 - act. |

### Como segundo director técnico
| Equipo                         | País       | Año         |
| ------------------------------ | ---------- | ----------- |
| Deportivo Saprissa             | Costa Rica | 2014-2016   |
| Municipal Grecia               | Costa Rica | 2017        |
| Costa Rica                     | Costa Rica | 2018-2021   |
| Costa Rica                     | Costa Rica | 2023        |
| Asociación Deportiva Carmelita | Costa Rica | 2024        |
| Managua Fútbol Club            | Nicaragua  | 2025 - act. |

## Palmarés

### Títulos nacionales
| Título                         | Club               | País       | Año  |
| ------------------------------ | ------------------ | ---------- | ---- |
| Primera División de Costa Rica | Deportivo Saprissa | Costa Rica | 2004 |
| Primera División de Costa Rica | Deportivo Saprissa | Costa Rica | 2010 |
| Torneo de Copa de Costa Rica   | Deportivo Saprissa | Costa Rica | 2013 |

### Títulos internacionales
| Título                           | Club                    | Sede          | Año  |
| -------------------------------- | ----------------------- | ------------- | ---- |
| Copa Interclubes de la Uncaf     | Deportivo Saprissa      | Centroamérica | 2003 |
| Copa de Campeones de la Concacaf | Deportivo Saprissa      | Concacaf      | 2005 |
| Copa de Naciones UNCAF           | Selección de Costa Rica | Guatemala     | 2005 |